# HD 40307 d
HD 40307 d是一颗太阳系外行星，是繞行位於繪架座的K型主序星HD 40307轨道上的行星，距离地球约42光年。因為HD 40307 d的質量至少是地球質量的9.2倍，所以HD 40307 d被認為是一顆超級地球。天文學家米歇爾·麥耶（Michel Mayor）所領導的小組於2008年6月使用徑向速度法（HARPS）發現HD 40307 d。HD 40307 d也是HD 40307擁有的三顆行星中質量最大的一顆，也是距離HD 40307最遠的行星。因為HD 40307金屬量較低，因此天文學家認為擁有不同金屬量的原恆星所產生的行星也會不同。

## 發現
天文學家使用都卜勒光譜學發現HD 40307 d，這是一種藉由量測徑向速度以光譜學方式來搜尋太陽系外行星的方法。瑞士日內瓦天文台的天文學家米歇爾·麥耶等人於2008年使用歐洲南方天文台位於智利拉西拉天文台（La Silla Observatory）3.6公尺望遠鏡的高精度徑向速度行星搜索器（High Accuracy Radial Velocity Planet Searcher，簡稱為HARPS）發現HD 40307 d。HD 40307擁有的另外兩顆更小的行星HD 40307 b與HD 40307 c也都是經由同樣的方式來發現的。天文學家於2008年6月16日至18日法國南特舉行的天文學會議宣布發現HD 40307 d與HD 40307 b及HD 40307 c的消息。

## 公轉軌道

HD 40307 d的公轉軌道距離HD 40307最遠

HD 40307 d的質量至少有地球的9.2倍，如果HD 40307周圍行星的公轉軌道都是共面的話，HD 40307 d將是三顆行星中質量大的一顆，大約是HD 40307 b的兩倍（質量至少有地球的4.2倍）。HD 40307 d的公轉軌道大約距離母星0.134天文單位，比地球與太陽之間的距離還要近很多。HD 40307 d的「一年」大約是地球上的20.46日，也是三顆行星中最長的一顆。目前天文學家認為HD 40307 d的公轉軌道偏心率與0相差不大，接近正圓形。
相較於其他擁有行星的恆星，HD 40307擁有的金屬量較低。天文學家認為擁有不同金屬量的原恆星所產生的行星（氣體行星或是類地行星）也會不同，HD 40307的資料也支持這項假設。

## 物理數據
因為天文學家是使用都卜勒光譜學來發現HD 40307 d，而不是使用直接攝影法或凌日法，所以一些HD 40307 d的數據無法得知，例如直徑、成分與表面溫度。
一份2009年研究報告指出如果HD 40307 d是類地行星，表面可能因為潮汐加熱而相當不穩定，類似木星的衛星埃歐，所以該報告認為HD 40307 d是氣體行星，類似海王星與天王星 。
強烈的潮汐力也經常會導致HD 40307 d這樣接近母星運行的行星產生大型的衛星，所以天文學家認為HD 40307 d周圍沒有任何衛星。

## 外部連結
- . Exoplanets.   [2011-12-27]. （原始内容存档于2016-11-30）.
- . Exoplanets.   [2011-12-27]. （原始内容存档于2012-03-04）.